# Avenida Víctor Jara
La Avenida Víctor Jara es una arteria vial de sentido oriente-poniente ubicada en el sector centro-poniente de la ciudad de Santiago y que cruza por la comuna de Estación Central. Hasta septiembre de 2021, fue en su extensión total la Avenida Ecuador. En el siglo XIX se le denominó «Avenida Chuchunco».

## Descripción
Esta avenida es una bifurcación de la Alameda justo entre la Estación Central y la Universidad de Santiago de Chile. En su extremo oeste está la Avenida General Velásquez donde se encuentra el Estadio USACH, mientras que su extremo este es la Alameda antes de la calle Matucana, en donde se encuentra la casa central de la USACH y conjuntamente la Estación Central del Metro de Santiago, que forma parte de la línea 1.

## Cambio de nombre
El 7 de septiembre de 2021 la Municipalidad de Estación Central aprobó el cambio de nombre de la Avenida Ecuador en el tramo ubicado entre la Alameda y la Avenida General Velásquez, renombrándola como «Avenida Víctor Jara» en honor al cantante que fue detenido en las cercanías del lugar en el marco del Golpe de Estado de Chile de 1973, en el interior de la antigua Universidad Técnica del Estado (actualmente USACH).